# A Million Miles Away (película)
A Million Miles Away (conocida como A millones de kilómetros en Hispanoamérica y como A un millón de millas en España) es una película dramática biográfica estadounidense de 2023 que detalla la vida de José M. Hernández, el primer astronauta mexicano-estadounidense, interpretado por Michael Peña. Fue dirigida por Alejandra Márquez Abella a partir de un guion escrito por Bettina Gilois y reescrito por Hernán Jiménez y Abella, basado en la autobiografía de Hernández Reaching for the Stars.
La película se estrenó en Amazon Prime Video el 15 de septiembre de 2023.

## Reparto
- Michael Peña como José M. Hernández[2]
- Garret Dillahunt como Frederick W. Sturckow[3]
- Rosa Salazar como Adela Hernández[3]
- Bobby Soto como Beto[3]
- Julio César Cedillo como Salvador Hernández[3]
- Verónica Falcón como Julia[3]
- Sarayu Rao como Kalpana Chawla[3]
- Eric Johnson como Clint Logan[3]
- Jordan Dean como Weissberg[3]
- Ashley Ciarra como Marisa[3]
- Michelle Krusiec como Miss Young[3]
- Carlos S. Sánchez como Julio (11 años)[3]
  - Isaac Arellanes como Julio (16 años)[3]
- Emma Fassler como Stacey[3]
- Isabel Aerenlund como Nicole Stott
- Michael Adler como Anderson[3]

## Producción
En julio de 2022, Amazon Studios adquirió los derechos de distribución de la película, que anteriormente estaba en desarrollo en Netflix. Posteriormente, el estudio lo cambiaría a un estreno por Metro-Goldwyn-Mayer luego de la formación de Amazon MGM Studios Distribution en 2023. El rodaje se llevó a cabo en Ciudad de México.